# Wolf WR1
El Wolf WR1 (también llamado WR2, WR3 y WR4 en sus distintas versiones) fue un monoplaza de Fórmula 1 utilizado por Walter Wolf Racing, fue diseñado por Harvey Postlethwaite y se utilizó en las temporadas 1977 y 1978. Fue conducido por Jody Scheckter, Bobby Rahal y Keke Rosberg (este último para el Theodore Racing).

## Resultados

### Fórmula 1
(Clave) (negrita indica pole position) (cursiva indica vuelta rápida)

| Año     | Equipo             | Chasis      | Motor                    | Neu. | Pilotos        | 1   | 2   | 3   | 4   | 5   | 6   | 7   | 8   | 9   | 10  | 11  | 12  | 13  | 14   | 15  | 16  | 17  | Puntos | Pos. |
| ------- | ------------------ | ----------- | ------------------------ | ---- | -------------- | --- | --- | --- | --- | --- | --- | --- | --- | --- | --- | --- | --- | --- | ---- | --- | --- | --- | ------ | ---- |
| 1977    | Walter Wolf Racing | WR1 WR2 WR3 | Ford-Cosworth DFV 3.0 V8 | G    |                | ARG | BRA | RSA | USW | ESP | MON | BEL | SWE | FRA | GBR | GER | AUT | NED | ITA  | USA | CAN | JPN | 55     | 4.º  |
| 1977    | Walter Wolf Racing | WR1 WR2 WR3 | Ford-Cosworth DFV 3.0 V8 | G    | Jody Scheckter | 1   | Ret | 2   | 3   | 3   | 1   | Ret | Ret | Ret | Ret | 2   | Ret | 3   | Ret  | 3   | 1   | 10  | 55     | 4.º  |
| 1978    | Walter Wolf Racing | WR1 WR4     | Ford-Cosworth DFV 3.0 V8 | G    |                | ARG | BRA | RSA | USW | MON | BEL | ESP | SWE | FRA | GBR | GER | AUT | NED | ITA  | USA | CAN |     | 24*    | 5.º  |
| 1978    | Walter Wolf Racing | WR1 WR4     | Ford-Cosworth DFV 3.0 V8 | G    | Jody Scheckter | 10  | Ret | Ret | Ret | 3   |     |     |     |     |     |     |     |     |      |     |     |     | 24*    | 5.º  |
| 1978    | Walter Wolf Racing | WR1 WR4     | Ford-Cosworth DFV 3.0 V8 | G    | Bobby Rahal    |     |     |     |     |     |     |     |     |     |     |     |     |     |      |     | Ret |     | 24*    | 5.º  |
| 1978    | Theodore Racing    | WR3 WR4     | Ford-Cosworth DFV 3.0 V8 | G    | Keke Rosberg   |     |     |     |     |     |     |     |     |     |     | 10  | NC  | Ret | DNPQ |     |     |     | 24*    | 5.º  |
| Fuente: |                    |             |                          |      |                |     |     |     |     |     |     |     |     |     |     |     |     |     |      |     |     |     |        |      |

- *4 puntos obtenidos con el WR1; los otros 20 fueron obtenidos con el WR5.